# 고려직제학양수생처열부이씨려
고려직제학양수생처열부이씨려(高麗直提學楊首生妻烈婦李氏閭)은 대한민국 전북특별자치도 순창군에 있는 고려 때 직제학을 지낸 양수생의 처 이씨의 지조를 기리기 위하여 세운 정려이다. 2000년 11월 17일 전북특별자치도의 문화재자료 제172호로 지정되었다.

## 참고 자료
- 고려직제학양수생처열부이씨려 - 국가유산청 국가유산포털